# Samuel Knibb
Samuel Knibb (1625 – 1674) è stato un orologiaio britannico.
Orologiaio e artefice di strumenti nativo di Newport, attivo fra il 1663 e il 1670, si trasferì a Londra probabilmente nella bottega di Henri Sutton (circa 1637-1665), con il quale, oltre ad un'importante macchina calcolatrice aritmetica, costruì numerosi quadranti.